# Marco Piavonio Vittorino
Marco Piavonio Vittorino (latino: Marcus Piavonius Victorinus; ... – 270/inizio 271) è stato un militare romano e sovrano dell'Impero delle Gallie (regnante dal 268-270 al 271), nome dato alle province europee occidentali secessioniste dell'Impero romano durante la crisi del III secolo.

## Biografia
Vittorino nacque in una famiglia di grande ricchezza e cominciò la propria carriera come soldato, militando sotto il generale Postumo, instauratore del secessionistico Impero delle Gallie. Giunse a ricoprire la carica di tribunus praetorianorum (tribuno dei pretoriani) nel 266/267 e poi, con la secessione di Postumo, quella di console delle Gallie nel 267 o 268. Secondo la Historia Augusta, venne associato al potere dallo stesso Postumo, probabilmente dal 267.
A seguito della morte di Marco Aurelio Mario, successore di Postumo, Vittorino fu eletto imperatore al tempo dell'imperatore Claudio il Gotico dalle truppe di stanza ad Augusta Treverorum (odierna Treviri, in Germania), venendo riconosciuto dalle province di Gallia e Britannia, ma non dalla Hispania Tarraconensis, che di fatto insorse alla sua autorità e ritornò nell'alveo dell'Impero romano. Ciononostante, Vittorino riuscì comunque ad impedire che la città di Augustodunum Haeduorum (odierna Autun, in Francia), anch'essa insorta per passare dalla parte di Claudio il Gotico, ritornasse anch'essa all'Impero centrale; dopo ben sette mesi d'assedio, infatti, la città venne riconquistata e saccheggiata (estate del 270).
Vittorino fu infine assassinato nel 270, o all'inizio del 271, da uno dei suoi ufficiali, Attitianus, la cui moglie era stata forse sedotta da Vittorino. La madre di Vittorino, Vittoria (anche nota come Vitruvia), mantenne il potere dopo la morte del figlio e ne organizzò la deificazione, come pure, dopo aver pagato un grosso donativo alle truppe, l'elezione del governatore dell'Aquitania a lei favorevole, Tetrico, come suo successore.
Vittorino è elencato tra i Trenta Tiranni della Historia Augusta: sempre questa fonte, alquanto inattendibile, riporta una breve descrizione del figlio Vittorino iunior, designato suo successore dalla famiglia proprio il giorno dell'uccisione del padre.